# José María Barrio y Rufo
José María Barrio y Rufo (n. 1803) fue un sacerdote e historiador español.

## Biografía
Nacido el 2 de abril de 1803 en Plasencia, cursó Latín y Moral en el Seminario de la Purísima Concepción. También realizó estudios de filosofía y teología dogmática. Escritor y orador sagrado, reunió numerosos apuntes relacionados con la historia de su ciudad natal. Sus abundantes manuscritos desaparecieron tras su fallecimiento.
Entre sus publicaciones se encontraron unos Apuntes para la historia general de la M. N. y M. L. ciudad de Plasencia, de Extremadura (1851) y una Historia de la milagrosa imágen de N. S. del Puerto, matrona de la M. N. y M. L. ciudad de Plasencia (1854). Falleció en el siglo XIX.